# Гиперметрическое пространство
Гиперметрическое пространство — метрическое пространство с определёнными дополнительными условиями на метрику.

## Определение
Гиперметрическое пространство — метрическое пространство в котором выполнены гиперметрические неравенства.
То есть,
{\displaystyle \sum _{i<j}b_{i}\cdot b_{j}\cdot |x_{i}-x_{j}|\leq 0}
для любых точек {\displaystyle x_{1},\dots ,x_{n}} и целых чисел {\displaystyle b_{1},\dots ,b_{n}} таких, что {\displaystyle \sum b_{i}=1}.

### Замечания
- При {\displaystyle b_{1}=b_{2}=1} и {\displaystyle b_{3}=-1}, гиперметрическое неравенство преврящается в обычное неравенство треугольника
{\displaystyle |x_{1}-x_{2}|-|x_{1}-x_{3}|-|x_{2}-x_{3}|\leq 0.}

## Примеры
- {\displaystyle \ell _{1}}-пространство и его подпространства.
  - Любое 6-точечное гиперметрическое пространство вкладывается в {\displaystyle \ell _{1}}.
  - Существуют примеры 7-точечных гиперметрических пространств которые не вкладываются в {\displaystyle \ell _{1}}. Такова например метрика на полном графе {\displaystyle K_{7}} без двух смежных рёбер.

- Пусть {\displaystyle Y} — семейство измеримых подмножеств пространства {\displaystyle X} с мерой {\displaystyle \mu }. Если метрика на {\displaystyle Y} задана как
{\displaystyle |A-B|_{Y}=\mu (A\triangle B)=\mu ((A\cup B)\setminus (A\cap B)),}

то {\displaystyle Y} является гиперметрическим пространством.